# Атышов, Кобогон Атышович
Кобогон Атышович Атышов (род. 10 октября 1949, с. Кум-Добо, Тянь-Шанская область) — доктор экономических наук, профессор; проректор по науке и государственному языку КЭУ им. М. Рыскулбекова.

## Биография
В 1971 году окончил Киргизский государственный университет.
Работал учителем в средней школе, затем — в Главной редакции Киргизской советской энциклопедии (редактор по экономике), в Институте экономики и политологии (младший, старший, ведущий, главный научный сотрудник). Был заместителем председателя КЕПС НАН КР.
В 1995—2001 годы — заведующий кафедрой менеджмента и маркетинга, декан экономического факультета Кыргызской аграрной академии. С 2001 года — заведующий кафедрой, проректор по научной работе и государственному языку в КЭУ им. М. Рыскулбекова.
Академик Международной Общественной Айтматовской Академии (1994).

## Научная деятельность
Основные направления исследований — экономика природопользования, развитие производительных сил регионов и туристского бизнеса.
Подготовил 4 докторов и 24 кандидата наук.
Автор более 170 научных работ, в том числе 7 монографий и 5 учебных пособий.

### Избранные труды
- Атышов К. Влияние природных факторов на развитие и размещение промышленного производства Киргизской ССР : Автореф. дис. … канд. экон. наук. — Душанбе, 1985. — 21 с.
- Атышов К. Потенциал природных ресурсов горного региона и проблемы их рационального использования: (На прим. Респ. Кыргызстан) : Автореф. дис. … д-ра экон. наук. — Душанбе, 1992. — 35 с.
- Атышов К. Природные факторы и их влияние на развитие и размещение промышленного производства Киргизской ССР. — Фрунзе : Илим, 1987. — 139 с. — 100 экз.
- Кыргызстандын туризм географиясы. — Бишкек, 1996.
- Внешнеэкономическая связь Кыргызстана. — Бишкек, 2007.
- Экономика терминдеринин орусча-кыргызча создугу. — Бишкек, 2007.
- Мы меняем мир. — Бишкек, 2009.
- Атышов К., Чонтоев Д. Т. Природно-рекреационные ресурсы Кыргызстана. — Бишкек, 2012.
- Природно-рекреационные ресурсы Кыргызстана и проблемы их рационального использования. — Бишкек, 2013.

## Награды и премии
- Почётные грамоты ЦК ЛКСМ, ЦК ВЛКСМ.
- Бронзовый знак ЦК ВЛКСМ.
- Почётная грамота Кыргызской Республики.
- Наградной знак ЕврАзЭС.
- Отличник образования Кыргызской Республики.
- Отличник Финансово-экономической службы КР.
- Отличник Профсоюза образования и науки.
- Юбилейная медаль «90-летию Министерства финансов КР».
- Премия «Идейный прорыв» (2013)[1].